# Colin Dexter
Norman Colin Dexter (29 de septiembre de 1930 - 21 de marzo de 2017) fue un escritor británico de novelas policiacas principalmente conocido por sus relatos protagonizados por el inspector Endeavour Morse, que fueron escritas entre 1975 y 1999. Sus personajes fueron adaptados a la televisión en diferentes series como Inspector Morse (1987-2000), Lewis (2006-2015) y Endeavour.

## Biografía
Dexter nació en Stamford (Lincolnshire), hijo de Alfred y Dorothy Dexter. Tenía un hermano mayor, John, profesor de estudios clásicos del   The King's School de Peterborough, y una hermana, Avril. 
Su padre dirigía un pequeño garaje y una compañía de taxis en Scotgate, Stamford. Dexter se educó en la escuela St. John's Infants School, Bluecoat Junior School, de donde obtuvo una beca para ir a la Stamford School, una Public school, donde durante esos años también estudió M. J. K. Smith, capitán de cricket y de rugby internacional de Inglaterra.
Después de terminar la escuela, Dexter completó su servicio militar en el Royal Corps of Signals y luego realizó estudios de clásicas en el Christ's College en la Universidad de Cambridge, donde se graduó en 1953 y recibió una maestría en 1958.
En 1954, Dexter comenzó su carrera docente en la región de las Tierras Medias Orientales, donde trabajó como profesor asistente de clásicas en la Wyggeston School, en Leicester. Allí colaboró con la sociedad escolar de la Unión Cristiana. Sin embargo, en 2000 declararía que compartía muchos puntos de vista sobre política y religión con su personaje, el Inspector Morse, a quien, en su última novela, retrataba como una persona atea.
Le siguió un puesto en la Loughborough Grammar School en 1957 antes de asumir en 1959, el cargo de profesor principal de Clásicas en el Corby Grammar School, en Northamptonshire. En 1956 contrajo matrimonio con Dorothy Cooper, con la que tuvo dos hijos, Sally y Jeremy. En 1966, se vio obligado a retirarse de la enseñanza por la aparición de una sordera y asumió el cargo de secretario asistente principal en la Delegación de Exámenes Locales de la Universidad de Oxford en Oxford, donde permaneció hasta su jubilación en 1988.
Falleció el 21 de marzo de 2017 en la localidad de Oxford, donde residía.

## Carrera literaria
Comenzó a escribir novelas policiacas, en 1972, durante unas vacaciones familiares. Su primer libro, Último Bus a Woodstock (Last Bus to Woodstock), se publicó en 1975 y en él introdujo por primera vez el personaje del inspector Morse, un irascible detective de la policía de Oxford, al que le gustan los crucigramas, la literatura, la cerveza y la música de Richard Wagner que reflejan verdaderas aficiones de su autor.

### Adaptaciones a televisión
El personaje del inspector Endeavour Morse y sus colaboradores fueron llevados a la televisión con gran éxito por la cadena ITV entre 1987 y 2000, con el título Inspector Morse. El éxito de esta adaptación atrajo mayor atracción hacia la obra de Dexter. A la manera de Alfred Hitchcock, su autor realizó cameos en casi todos los episodios de la serie televisiva. Posteriormente, entre 2006 y 2016, se produjo una secuela Lewis, centrada en el personaje de Robert "Robbie" Lewis, principal colaborador del inspector Morse.
Otra serie creada en 2012, también a partir del personaje del inspector Morse es Endeavour, que narra los inicios como policía de Endeavour Morse y en la que también participó Dexter como asesor.

### Novelas del inspector Morse
1. Último bus a Woodstock (título original: Last Bus to Woodstock) (1975)
2. Vista por última vez (título original: (Last Seen Wearing) (1976)
3. El mundo silencioso de Nicholas Quin (título original: The Silent World of Nicholas Quinn) (1977)
4. Service of All the Dead (1979)
5. Los muertos del Jericó (título original: The Dead of Jericho) (1981)
6. The Riddle of the Third Mile (1983)
7. The Secret of Annexe 3 (1986)
8. A lo largo de los canales (título original: The Wench is Dead) (1989)
9. La joya perdida (título original: The Jewel That Was Ours) (1991)
10. El camino que atraviesa el bosque  (título original: The Way Through the Woods) (1992)
11. Las hijas de Caín (título original: The Daughters of Cain) (1994)
12. La muerte es mi vecina (título original: Death Is Now My Neighbour) (1996)
13. The Remorseful Day (1999)[5][13]